# SN 1996P
SN 1996P – supernowa typu Ia odkryta 25 marca 1996 roku w galaktyce NGC 5335. W momencie odkrycia miała maksymalną jasność 17,00m.